# Brook Lee
Brook Antoinette Mahealani Lee (Pearl City, 8 gennaio 1971) è una modella statunitense, Miss Universo 1997.

## Biografia
Eletta prima Miss Hawaii USA, successivamente Miss USA, ed infine incoronata Miss Universo il 16 maggio 1997. Con i suoi ventisei anni Brook Lee è stata la Miss Universo "più anziana" nella storia del concorso. Dopo l'anno passato da Miss Universo, Brook Lee è apparsa in numerose produzioni televisive e cinematografiche e ha condotto alcune trasmissioni in Asia e Stati Uniti.
Dal 2006 Lee è sposata con l'attore Tory Mell; la coppia ha due figli.